# Joachim Badenhorst

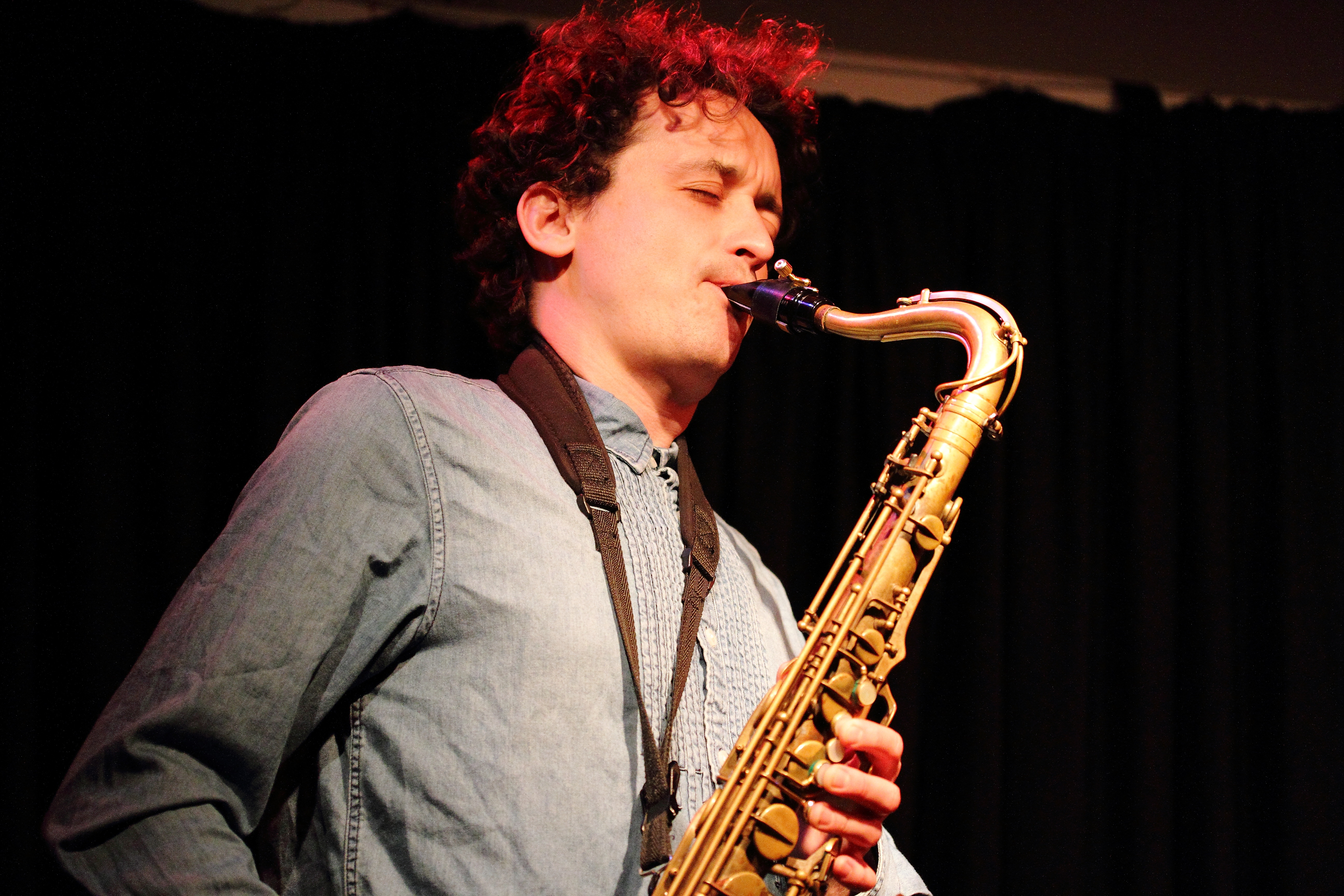
Joachim Badenhorst

Joachim Badenhorst (Antwerpen 13 oktober 1981) is een Belgisch jazzklarinettist en -saxofonist, bekend om zijn improvisaties.
Hij studeerde af in de jazzrichting van het conservatorium van Den Haag, en pendelt sindsdien tussen verschillende plekken. hij woonde bijvoorbeeld een aantal jaren in New York. Badenhorst werd verkozen tot ‘Beste Klarinettist van 2011` door jazzjournalisten in de ‘4th Annual Intruso Critics Poll’.
Hij richtte zijn eigen platenlabel 'KLEIN' op.
Naast zijn solowerk, is hij lid van verschillende bands, waarmee hij een resem albums uitbracht:
- Machtelinckx / Jensson / Badenhorst / Wouters: Faerge (2012) Het viertal bestaat naast Badenhorst uit Ruben Machtelinckx (elektrishe gitaar), Hilmar Jensson (elektrische gitaar) en Nathan Wouters (contrabas). Het album werd door Knack uitgeroepen tot Belgisch jazzalbum van het jaar.[3]
- Carate Urio Orchestra een zevenkoppige band die volgende albums uitbracht: Sparrow Mountain (2013), Lover (2016), Ljubljana (2016), Garlic & Jazz (2017), Cosmos (2022). Het trio trad onder meer op tijdens Jazz Middelheim.
- Mógil, een in oorsprong IJslandse band, die volgende albums uitbracht: Ro (2008), I stilluni hljomar (2011), Korriro (2015)
- Rawfishboys (een duo met Brice Soriano): War (2005), Piino works/worksnt (2010) Fengling (2017) The White Starline (2017)
- trioBaloni (met Frantz Loriot en Pascal Niggenkemper): Fremdenzimmer (2011), Belleke (2014), Ripples (2015).

Zijn debuutalbum "The Jungle He Told Me" stond in de top 10 van beste jazzplaten van 2012 in Knack.
In 2017 maakte hij voor de Bozar de voorstelling The Music of the Avant Garde.

## Discografie (selectie)
- The Jungle He Told Me (Smeraldina-Rima 2012)
- Forest//Mori (Klein Records 2014)
- Kitakata (Santé Loisirs 2016).

- Bibliothèque nationale de France: cb166349274 (data)
- Gemeinsame Normdatei: 1154803953
- International Standard Name Identifier: 0000 0004 4719 9600
- Library of Congress Control Number: no2012061811
- MusicBrainz: d91bfc35-9bcd-43b7-b0e8-64809e97e974
- Virtual International Authority File: 273009612
- WorldCat: E39PBJpJjyrXkg6by79yVgtxjC